# 里赫季奇
49°23′29″N 23°32′31″E / 49.39139°N 23.54194°E
里赫季奇（烏克蘭語：Рихтичі），是烏克蘭的村落，位於該國西部利沃夫州，由德羅霍貝奇區負責管轄，始建於1123年，面積3.77平方公里，人口3,244，人口密度每平方公里860.48人。